# Comostola kawazoei
Comostola kawazoei là một loài bướm đêm trong họ Geometridae.